# Alto Najerilla
La Comarca de Anguiano o Alto Najerilla, como la conocen popularmente sus habitantes, es una comarca de la comunidad autónoma de La Rioja, España, que está situada suroeste de la provincia y es una comarca, de paisajes agrestes pero hermosos, debido a la abundante vegetación de sus montes y a la gran variedad de especies que los habitan (bosques de hayas, robles, encinas, bosque mixto...). Tiene una fuerte orografía marcada por las grandes sierras que la delimitan y los profundos valles que la surcan, generando dos zonas diferenciadas dentro de la propia comarca: "la Cogolla" y "las 7 Villas". Pertenece a la cuenca hidrográfica del Ebro y su eje principal es la cuenca del Río Najerilla.
Antaño fue un importante centro ganadero debido a la gran extensión de pastos y montes, lo que dio a esta comarca una gran riqueza y prosperidad. Además era un fuerte polo trashumante. Especialmente los municipios incluidos en la subcomarca de las 7 Villas, comarca histórica perteneciente al Alto Najerilla.
Su centro comarcal es Anguiano, aunque el motor económico de la comarca es Baños de Río Tobía, localidad en la que se encuentran numerosas industrias cárnicas y madereras.
Limita al norte con la comarca de Nájera, que actúa de cabeza de partido y centro económico del valle, al oeste con la comarca de Ezcaray, al este con la comarca del Camero Nuevo, y al sur con las provincias de Soria (comarca de Pinares) y Burgos (comarca de la Sierra de la Demanda).

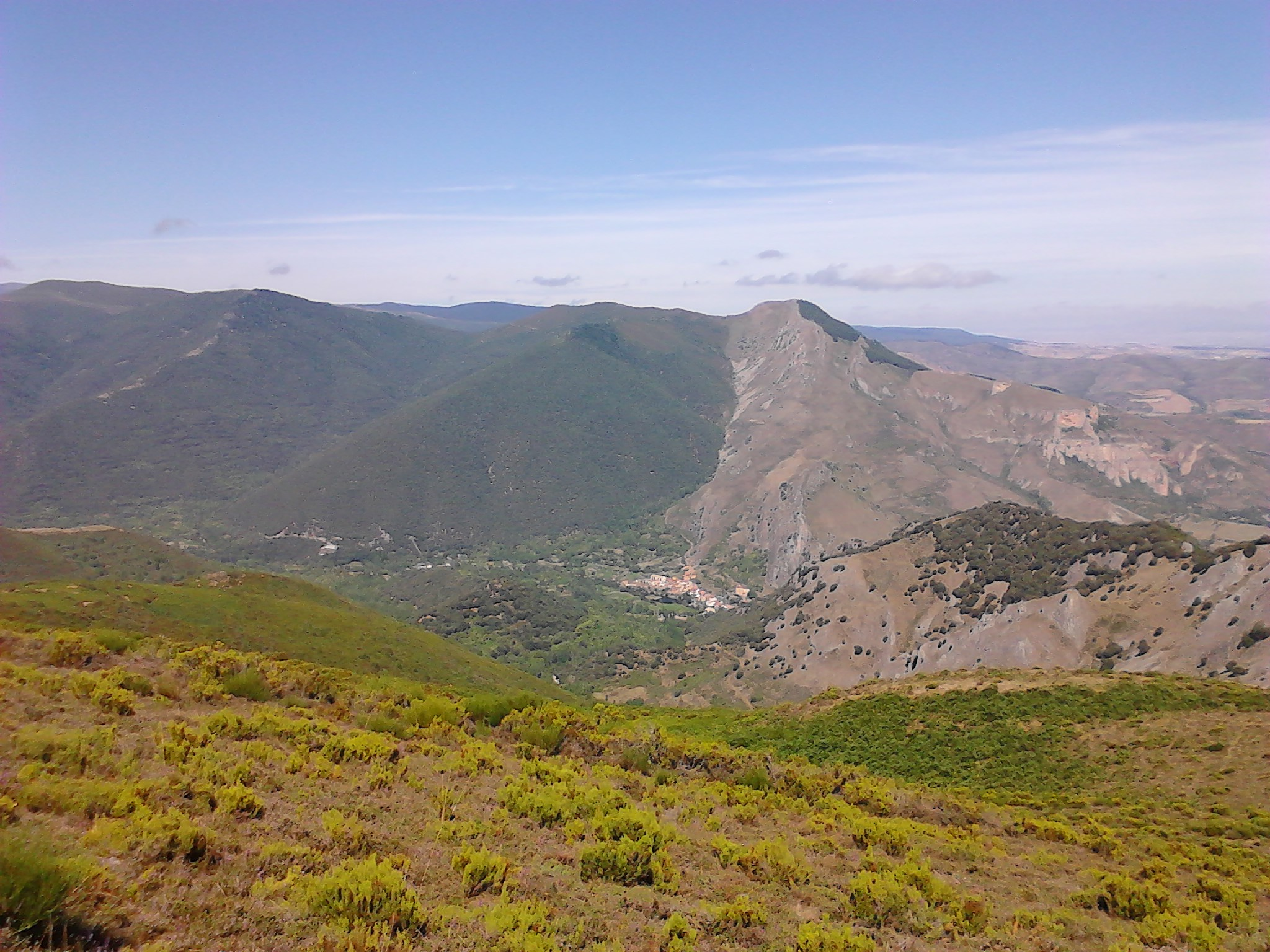
Vista de los montes Alombo y San Quirico en Anguiano.

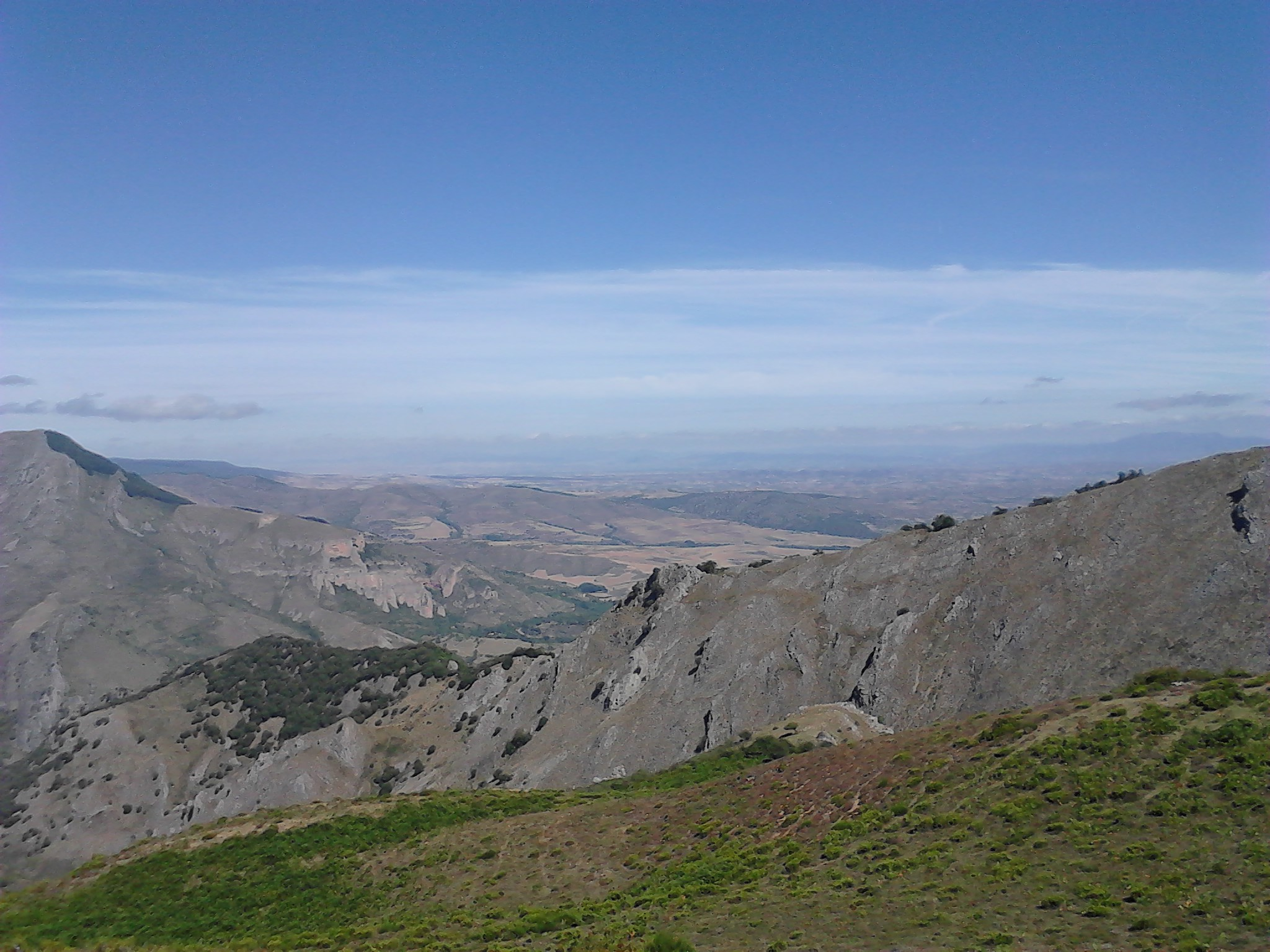
Vista de Congostos en Anguiano

## Localidades
En la siguiente tabla se enumeran los municipios que componen la comarca, así como las aldeas o despoblados que componen cada uno de ellos (otros solo se ven cuando bajan las aguas de los pantanos y también quedan restos de los que fueron abandonados), su población a fecha de 2021 y su superficie.
| Municipio                | Población (2021) | Superficie | Pedanías y despoblados                       |
| ------------------------ | ---------------- | ---------- | -------------------------------------------- |
| Anguiano                 | 511              | 90,89      | Cuevas y Villanueva de Anguiano (despoblado) |
| Baños de Río Tobía       | 1583             | 17,59      |                                              |
| Berceo                   | 146              | 15,27      |                                              |
| Brieva de Cameros        | 46               | 46,15      |                                              |
| Canales de la Sierra     | 78               | 54,44      |                                              |
| Estollo                  | 84               | 16,14      | San Andrés del Valle                         |
| Ledesma de la Cogolla    | 18               | 12,13      |                                              |
| Mansilla de la Sierra    | 54               | 84,76      | Tabladas                                     |
| Matute                   | 97               | 25,65      | Villanueva de Matute (despoblado)            |
| Pedroso                  | 83               | 19,29      |                                              |
| San Millán de la Cogolla | 224              | 31,19      | El Río                                       |
| Tobía                    | 49               | 34,94      |                                              |
| Ventrosa de la Sierra    | 55               | 72,93      |                                              |
| Villavelayo              | 39               | 89,07      |                                              |
| Villaverde de Rioja      | 59               | 5,87       |                                              |
| Viniegra de Abajo        | 81               | 65,68      |                                              |
| Viniegra de Arriba       | 37               | 38,46      |                                              |

## Demografía
Esta es una de las comarcas de La Rioja más castigadas por la despoblación producida en España durante el éxodo rural de los años 60 y posteriores. Aunque desde los años 90 se ha conseguido mantener la población en la comarca, durante las décadas de los 60, 70 y 80 se perdió más de la mitad de la población de la misma, pasando de los 9.739 habitantes de principios de siglo a los 4.011 que quedaban a principios de los 90. 
El principal motor demográfico y económico de la comarca es Baños de Río Tobía, ya que posee numerosas empresas de embutidos, y maderas que dinamizan la economía del municipio y de los pueblos adyacentes.
Por la contra la mayor parte de los municipios de la comarca se encuentran por debajo de los 100 habitantes, por lo que se encuentran en una situación demográfica muy crítica.

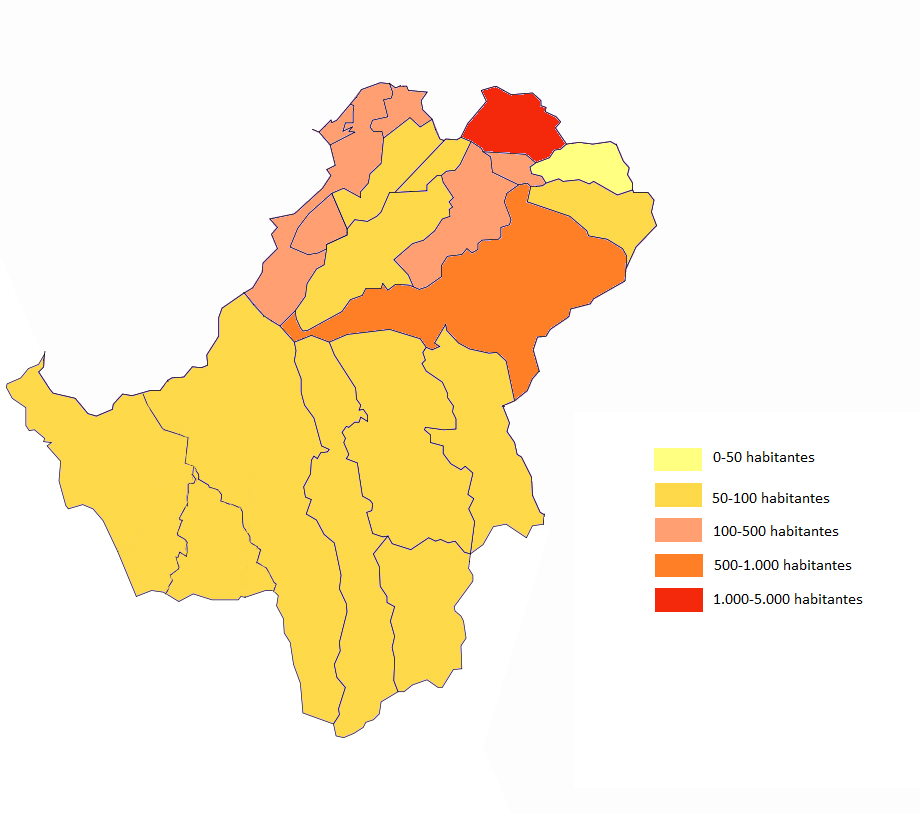
Demografía de la Comarca de Anguiano

| Clasificación de las localidades por su población (2021) | Clasificación de las localidades por su población (2021) |
| Localidad                                                | Población                                                |
| -------------------------------------------------------- | -------------------------------------------------------- |
| Baños de Río Tobía                                       | 1.583                                                    |
| Anguiano                                                 | 506                                                      |
| San Millán de la Cogolla                                 | 199                                                      |
| Berceo                                                   | 146                                                      |
| Matute                                                   | 97                                                       |
| Estollo                                                  | 84                                                       |
| Pedroso                                                  | 83                                                       |
| Viniegra de Abajo                                        | 81                                                       |
| Canales de la Sierra                                     | 78                                                       |
| Villaverde de Rioja                                      | 59                                                       |
| Ventrosa de la Sierra                                    | 55                                                       |
| Tobía                                                    | 49                                                       |
| Brieva de Cameros                                        | 46                                                       |
| Mansilla de la Sierra                                    | 46                                                       |
| Villavelayo                                              | 39                                                       |
| Viniegra de Arriba                                       | 37                                                       |
| El Río                                                   | 25                                                       |
| Ledesma de la Cogolla                                    | 18                                                       |
| Tabladas                                                 | 8                                                        |
| Monasterio de Valvanera                                  | 5                                                        |
| Cuevas                                                   | 0 (no hay desglose con el núcleo principal)              |
| San Andrés del Valle                                     | 0 (no hay desglose con el núcleo principal)              |
| Villanueva de Anguiano                                   | 0 (despoblado)                                           |
| Villanueva de Matute                                     | 0 (despoblado)                                           |

| Gráfica de evolución demográfica de Comarca de Anguiano entre 1900 y 2021                                                                                 |
| |
| Población de derecho (1900-1991) o población residente (2001) según los censos de población del INE. Población según el padrón municipal de 2021 del INE. |

## Economía
Históricamente esta ha sido la principal comarca ganadera de La Rioja. Su situación montañosa de grandes pastos y numerosos ríos hicieron de esta comarca un gran polo trashumante ovino desde el siglo XIII, existen escritos al respecto desde el 9 de abril de 1278. Esta actividad tuvo su mayor esplendor en el siglo XV y XVI, cuando las lanas de ganado merino trashumante eran muy apreciadas por la Corona castellana para su exportación a Flandes y otros países de Europa Occidental. La importancia de la ganadería trashumante hizo que por la comarca cruce la principal cañada real, la Cañada Real Galiana, que gracias a la Mesta daría importantes privilegios a estas localidades. Por tanto la ganadería ha sido y es la principal actividad económica de la comarca, aunque haya ido cambiando su tipología, de únicamente ovina, a una mezcla de ovina y vacuna. También existen a menor escala explotaciones caprinas, equinas o porcinas.
La importancia de la ganadería ovina y el fuerte trasiego de ganado lanar hizo que desde el siglo XVI se implantaran en numerosos pueblos de la comarca batanes, telares y demás industrias textiles para la fabricación de paños. Esta fue especialmente importante en municipios como Canales de la Sierra o Pedroso, pero también en otros como Anguiano o Mansilla tuvo un fuerte impacto como atestigua el Catastro del Marqués de la Ensenada. Esta tuvo su gran esplendor durante los siglos XVII y XVIII hasta desaparecer a finales del siglo XIX por la gran competencia de los grandes núcleos textiles de Cataluña, mucho más mecanizados y mejor comunicados.
Tras la desaparición de la industria textil y el declive de la ganadería ovina los pueblos serranos, que hasta el siglo XIX habían sido los más ricos e importantes de la comarca, comenzaron a perder población e importancia. En ese momento (principios de siglo XX) comenzó el auge de los municipios del valle, en concreto de Baños de río Tobía. En esta localidad comenzó a hacerse importante la industria chacinera hasta llegar al punto de ser actualmente la más importante de la comarca. Otros municipios como Matute o Bobadilla también han tenido industrias chacineras.
Otra de las históricamente principales actividades económicas de la comarca es la industria maderera. Esta fue sobre todo muy importante durante finales del XIX y durante la primera mitad el siglo XX en las localidades de Anguiano, Pedroso, Ledesma de la Cogolla o Tobía. Estas localidades se dedicaban a la corta de madera principalmente para su transformación en carbón vegetal, pero también para la fabricación de muebles, material de construcción o para herramientas de campo. De hecho Pedroso y Ledesma eran famosas porque la práctica totalidad de sus habitantes se dedicaban al carbón vegetal. En cambio en localidades como Anguiano abundaban las serrerías. Durante los años 60 con la llegada de la electricidad y el butano a las ciudades el carbón cayó en desuso, provocando el cierre de todas estas empresas. En la actualidad la industria se mantiene pero se ha reconvertido, la empresa "Garnica Plywood" situada en Baños de río Tobía se dedica a la fabricación de tableros de chopo y derivados, siendo la principal empresa de la comarca y de las más importantes de la comunidad autónoma, con más de 300 empleados y dos fábricas en dicha localidad.
La agricultura por su parte ha sido siempre una actividad fundamental pero no de gran importancia debido a lo pequeño de las propiedades, impidiendo así grandes terratenientes. Está basada en el cereal y en la viña, siendo importante en municipios como Estollo, Berceo, Villaverde, Matute, Bobadilla o Baños. En la actualidad se ha ido concentrando la propiedad gracias a las concentraciones parcelarias encaminadas a hacer de esta una actividad rentable.
Por último en los últimos años ha cobrado fuerza el turismo, gracias a su entorno natural y monumental (en la comarca se encuentran tres de los monasterios más importantes de la región: Valvanera, San Millán de Yuso y San Millán de Suso), las actividades como la caza o la pesca, así como el folclore de algunas de sus localidades. El turismo ha propiciado la apertura de numerosos establecimientos hosteleros, desde casas rurales, albergues, apartamentos, hoteles, incluyendo la "Hospedería del Monasterio de Valvanera", hasta restaurantes, bares, etc.

## Orografía

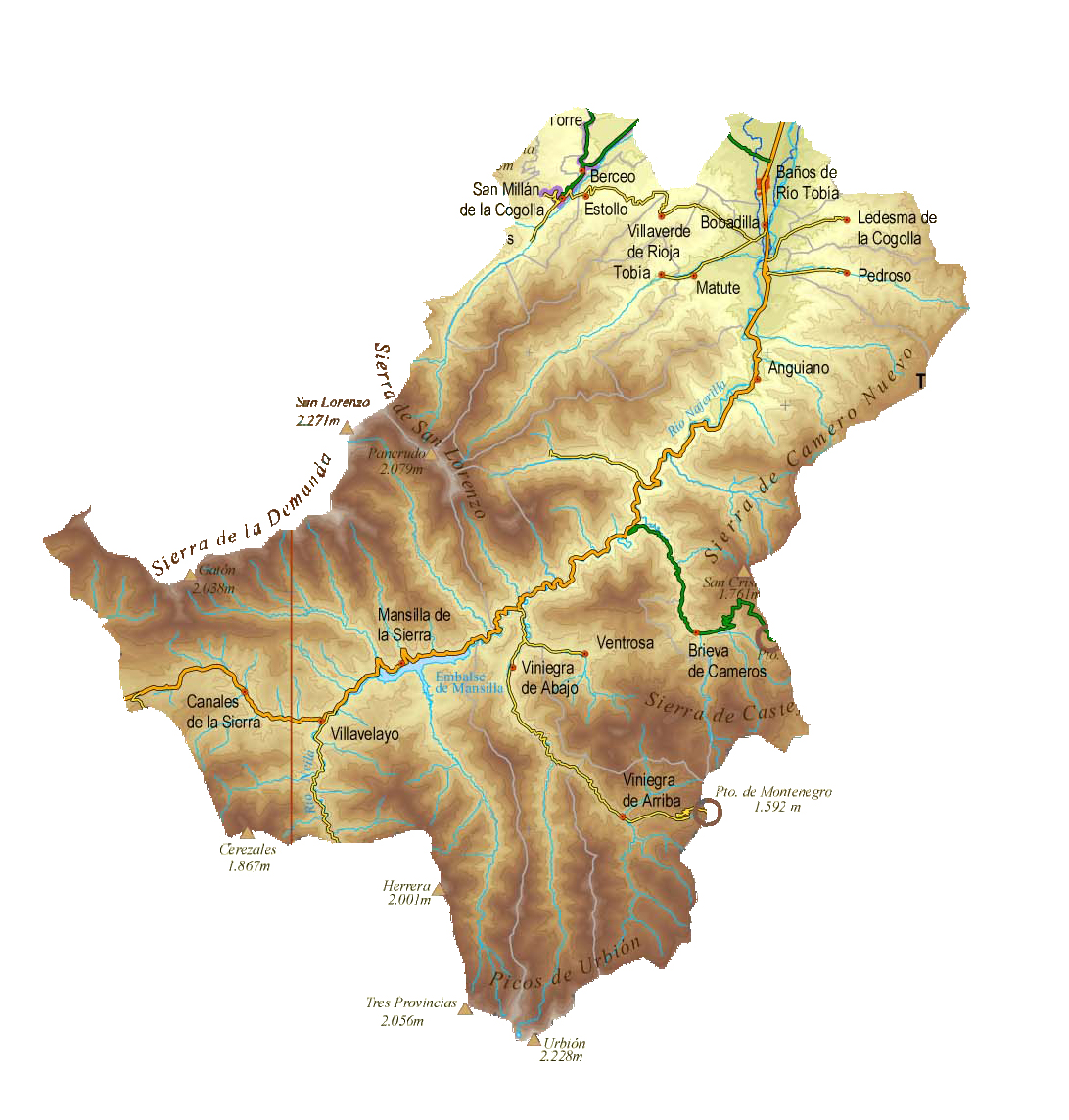
Topografía de la Comarca de Anguiano

El territorio, se extiende por el Sistema Ibérico, quedando delimitado por el oeste por la sierra de la Demanda y los montes de la Cogolla, por el sur por los Picos de Urbión y por el este por la sierra del Camero Nuevo. Estas dos primeras con altitudes medias entre los 1.500 metros y los 2.000 metros, estando coronadas por los montes más altos de la región como son San Lorenzo, Urbión, Tres Provincias o los Pancrudos, por lo que es una comarca de gran relieve, muy marcada por la gran barrera orográfica que provoca la altitud de sus sierras.
En los altos más orientales de la Sierra de la Demanda nace el río Najerilla, principal eje de la comarca en todos los aspectos.  Este río genera un valle muy cerrado y abrupto, principalmente entre Mansilla y Anguiano, que se va abriendo a partir de esta localidad generando una zona de piemonte, que comienza a mezclar agricultura, bosques y pastizales. A él van confluyendo numerosos afluentes entre los que están el río Brieva, el río Urbión, el río Portilla, el río Neila, río Cárdenas o el río Tobía, o los barrancos Pedroso, Ledesma y Canto Grande. Y en lo alto del valle se encuentra el Embalse de Mansilla, el que más capacidad tiene de toda la comunidad autónoma.
Esta realidad física, genera dos zonas diferenciadas dentro de la propia comarca como han señalado autores como Arnáez Vadillo, la primera conocida como "la Cogolla" por dónde el río Najerilla discurre entre los conglomerados del piedemonte de la Sierra de la Demanda, de norte a sur entre Baños de río Tobía y Anguiano, y de oeste y este entre San Millán de la Cogolla y Ledesma de la Cogolla. Esta zona está formada por valles más abiertos, de menor altitud y con una mezcla entre agricultura de regadío en el fondo de los valles, y agricultura de secano mezclada con bosques de robles y encinas en el piedemonte.
La segunda zona es la comprendida entre Anguiano y Canales de la Sierra, conocida como "las 7 Villas", está formada por las estribaciones septentrionales de la Sierra de la Demanda y de Urbión, de gran altitud, valles angostos, pendientes pronunciadas y clima de montaña, pobladas por bosques de haya, roble y encina, y sobre todo grades pastizales en las zonas más altas, fuente de alimento de las grandes cabañas ganaderas de la zona.
En estos bosques se encuentran muchos de los animales del hábitat ibérico, como el jabalí, el corzo, el ciervo o el zorro, incluyendo algunos lobos. Las aves tienen más relevantes ejemplares dentro de las rapaces y destacan por su número los buitres, sobre todo en la zona de Anguiano.
La zona siempre se ha distinguido por su ganadería, que constituye una buena fuente de ingresos. La importancia del ganado se ve avalada por la existencia de la Cañada Real Riojana que atraviese la comarca por su lado oriental.

## Educación

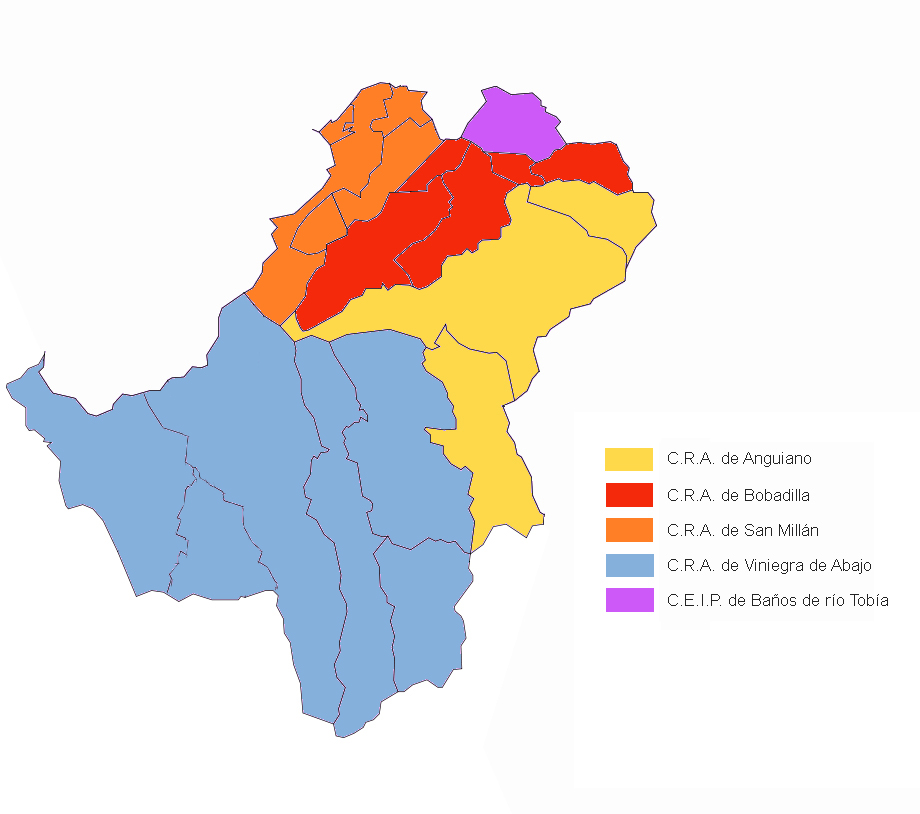
Distribución escolar en la Comarca de Anguiano

En la comarca de Anguiano debido a la despoblación no todos sus municipios poseen Escuelas de Educación Infantil y Primaria, por ello se agrupan en distintas Escuelas Rurales Agrupadas, situadas en los municipios con mayor número de niños en edad escolar, a las que acuden los niños de los pueblos adyacentes.,
Existen escuelas rurales agrupadas en Anguiano, Bobadilla, San Millán de la Cogolla y Viniegra de Abajo. Todas ellas a su vez se agrupan bajo el C.R.A. Entrevalles que acoge también a la escuela de Badarán y da servicio a unos 77 alumnos.
- Escuela de Anguiano: Aunque han existido diversas escuelas en el municipio desde principios de siglo, el actual edificio es del año 2009 y ampliado en 2015 debido a que el edificio inicial se quedaba escaso para dar servicio al número de niños inscritos. Este sustituyó a las anteriores Escuelas Benéficas Hnos. Sánchez Torres, escuelas fundadas por dichos hermanos a mediados del siglo XX, y dirigidas por las Hermanas de la Caridad, y que estuvieron en uso hasta el año 2009 en el que se derribaron para realizar una nueva Residencia de Ancianos, también regida por la misma congregación. Estas escuelas eran de carácter concertado, mientras que las fundadas en el año 2009 son exclusivamente públicas. Aunque en la actualidad solo acuden niños de Anguiano, a esta escuela le corresponden los niños censados en los municipios de Brieva de Cameros y Pedroso.
- Escuela de Bobadilla: Fundadas en 1958, es un edificio de ladrillo de dos plantas situado en la Plaza Mayor, en principio diseñado para la segregación de chicos y chicas. Actualmente está cerrado puesto que en el curso 2013/14 no había niños suficientes para su apertura. Este colegio reúne a los censados en las localidades de Bobadilla, Matute, Tobía, Villaverde de Rioja y Ledesma de la Cogolla.
- Escuela de San Millán de la Cogolla: Fue construida en el año 1959 y consta de dos plantas. En la planta baja hay un patio cubierto abierto y un patio cerrado, de igual superficie que el anterior, así como el aula de atención especializada. En la segunda planta se encuentran dos aulas, una de Ed. Infantil y otra de Ed. Primaria. Este colegio reúne a los alumnos de las localidades de San Millán de la Cogolla, Berceo y Estollo.
- Escuela de Viniegra de Abajo: El edificio de la escuela es un gran caserón donado por Venancio Moreno Romero, en 1908, para escuelas del pueblo. En el año 2008 se celebró el centenario de las Escuelas. El colegio no tiene patio, por lo que se usa la plaza Elías Romero, como lugar de recreo. Desde 2014 también se dispone de una pista deportiva. El colegio consta de dos aulas una para Ed. Infantil y otra para Ed. Primaria. Este colegio acoge a los alumnos de las localidades de Canales de la Sierra, Villavelayo, Mansilla de la Sierra, Viniegra de Arriba, Viniegra de Abajo y Ventrosa.

En el caso de Baños de Río Tobía es capaz de mantener un colegio público propio, e incluso posee el primer ciclo de Educación Secundaria Obligatoria. 
- Colegio Público San Pelayo: El colegio de Baños tiene 161 alumnos, entre ellos 35 de Infantil, 89 de Primaria y 37 de Secundaria. La gran mayoría son de Baños de río Tobía pero desde el cierre de la escuela de Bobadilla también hay alumnos de Matute y Bobadilla.

## Fiestas y tradiciones
La comarca mantiene muy vivas sus tradiciones a pesar de la pérdida de población, también debido a que los descendientes de estas localidades se mantienen muy unidos a sus localidades de origen llenándolas durante los meses de verano y fines de semana. Las tradiciones y fiestas son muy variadas dependiendo de las localidades, pero todas coinciden en sus numerosas romerías al Monasterio de Valvanera, patrona de La Rioja y de la Sierra de la Demanda, así como los numerosos festivales gastronómicos que ensalzan los productos típicos de la comarca:
- San Ildefonso en Viniegra de Abajo: Son las primeras fiestas del año en la comarca, se celebran el 23 de enero. Se reparte picadillo y el Bollo que se le ofrece al Santo.
- Quintos de Baños. Se celebran el fin de semana más cercano al 5 de febrero (Santa Águeda), en ellas los quintos que cumplen 18 años ese año piden dinero, preparan verbenas y fiestas durante todo el fin de semana.
- Encendido de la Carbonera en Ledesma de la Cogolla. Se realiza el 9 de abril. En esta fiesta se rememora los antiguos trabajos de carboneros (fabricación de carbón vegetal) que daban sustento a dicha localidad.
- Fiestas de San Quirico en Matute. Se celebran el 16 y 17 de junio. Se hace una romería hasta la ermita de San Quirico.
- Festival de la Trashumancia del Brieva de Cameros. Se celebra a principios de junio para conmemorar esta actividad tan tradicional en esta comarca, y en especial en Brieva, último pueblo con cabañas trashumantes. Se realizan esquileos, marchas senderistas, degustaciones...
- Festival de la Trucha en Bobadilla. Se celebra el fin de semana anterior al 24 de junio, se viene celebrando desde 1980. Está organizada por la Asociación Española de Piscicultores y se reparten 4000 bollos de jamón y trucha.
- Fiestas de San Juan en Bobadilla. Se celebran el fin de semana posterior al 24 de junio.
- Fiesta de las 7 Villas. Se celebra el primer fin de semana de julio. Se celebra de manera rotatoria entre los pueblos que componen las 7 Villas, con el fin de hermanar dichos pueblos. Se hacen calderetas y verbenas.
- Fiestas de la Magdalena en Anguiano. Se celebran durante los días 20 al 25 de julio, y se realiza la famosa Danza de los Zancos.
- Fiestas de la Magdalena en Viniegra de Arriba. Se celebran el fin de semana anterior al 22 de julio.
- Fiestas de Santiago en Viniegra de Abajo. Se celebran el fin de semana más cercano al 25 de julio.
- Fiestas de Santiago y Santa Ana en Canales de la Sierra. Se celebran el fin de semana más próximo al 25 de julio. Las fiestas las organizan los mozos, organizando las Dianas en las que se recaudan dinero y preparan la Cena de Mozos con dicho dinero.
- Fiestas de San Felices en Brieva de Cameros. Se celebran el fin de semana más próximo al 5 de agosto.
- Fiestas de la Cruz de Mansilla de la Sierra. Se celebran el primer fin de semana de agosto.
- Fiestas de Santa Áurea en Villavelayo. Se celebran los días 9, 10 y 11 de agosto. Se celebra la verbena durante la cual pasa varias veces el Cachiberrio con una vara, posteriormente se hacen chocolatadas y la Diana.
- Fiestas de la Virgen y San Roque en Ventrosa. Se celebran los días 13, 14, 15 y 16 de agosto. Se celebran verbenas y degustaciones.
- Fiestas de la Virgen y San Roque en Pedroso. Se celebran los días 13,14, 15 y 16 de agosto. Se celebran verbenas y degustaciones.
- Fiestas de Gracias en Tobía. Se celebran el penúltimo fin de semana de agosto.
- Fiestas de San Bartolomé y Festival de la Oreja Rebozada en Ledesma de la Cogolla. Se celebran del 24 al 28 de agosto, en ellas se reparten 1600 raciones de oreja de cerdo rebozada.
- Fiestas de Gracias en Matute. Se celebran el último fin de semana de agosto.
- Fiestas de la Soledad de Canales de la Sierra. Se celebran el último fin de semana de agosto, en ellas se hace una romería a la ermita de la Soledad acompañados por los Esclavos de la Virgen.
- Fiestas de la Natividad de Ntra. Señora en Estollo. Se celebran el 8 de septiembre con una romería a la ermita de San Millán.
- Ferias de Ganado. Se celebran el 9 de septiembre, se congregan las ganaderías de los pueblos de la comarca para vender el ganado.
- Festival del Chorizo de Baños de río Tobía. Se celebra el fin de semana previo al 21 de septiembre. Se reparten miles de raciones de chorizo escaldado, se conmemora la tradición chacinera de la localidad.
- Fiestas de San Mateo en Baños de río Tobía. Se celebran del 20 al 24 de septiembre. Hay numerosas verbenas, degustaciones y actividades.
- Fiestas de Gracias en Anguiano. Se celebran el último fin de semana de septiembre. En ellas se hace una romería a la ermita acompañados de los Danzadores.
- Festival del Salchichón en Matute. Se celebra el primer domingo de octubre. Se reparten raciones de Salchichón asado.
- Fiestas de la Octava en Berceo. Se celebran el segundo fin de semana de octubre.
- Fiestas de San Millán y Santa Gertrudis en San Millán de la Cogolla. Se celebran del 12 al 17 de noviembre.
- Festival de la Nuez en Pedroso. Se celebra el segundo fin de semana de noviembre. En él se realiza un mercado para la promoción de la Nuez de Pedroso, y productos de la zona.
- Festival de la Alubia en Anguiano. Mercado en el que se venden productos típicos de la localidad como es la Alubia de Anguiano de gran calidad, garbanzos, lentejas... A la alubia está dedicado este festival ya que ha sido siempre el alimento básico de la localidad. En la plaza del pueblo este día se preparan caparrones con tocino, chorizo y guindillas. Este mercado transcurre durante toda la mañana y el mediodía.